# Werner Paul Sohnle
Werner Paul Sohnle (* 8. Februar 1942 in Stuttgart; † 2008) war ein deutscher Bibliothekar.

## Leben
Werner Paul Sohnle legte 1961 am Wilhelmsgymnasium in Stuttgart die Reifeprüfung ab und studierte anschließend seit dem Sommersemester 1961 an der Eberhard-Karls-Universität Tübingen Germanistik und Romanistik, unterbrochen von Studienaufenthalten an den Universitäten Tours und Rennes. Im Wintersemester 1967/68 legte er in Tübingen das Staatsexamen für das Lehramt an Gymnasien ab und arbeitete dann bei Kurt Wais an seiner Dissertation, die er 1971 abschloss. Für die Materialsammlung für diese Arbeit in Paris erhielt er ein Stipendium der französischen Regierung. 1971 trat er als Bibliotheksreferendar an der Universitätsbibliothek Tübingen in die Ausbildung für den höheren Bibliotheksdienst ein und beendete diese mit der Fachprüfung am Bibliothekar-Lehrinstitut des Landes Nordrhein-Westfalen im Jahre 1973. Von 1973 bis 1978 arbeitete er als Fachreferent an der Universitätsbibliothek Tübingen, seit 1978 dann an der Württembergischen Landesbibliothek in Stuttgart. Neben seiner Tätigkeit als Fachreferent war er hier Leiter des Hölderlin-Archivs und Bearbeiter der Internationalen Hölderlin-Bibliographie.

## Schriften
- Georg Friedrich Creuzers „Symbolik und Mythologie“ in Frankreich. Eine Untersuchung ihres Einflusses auf Victor Cousin, Edgar Quinet, Jules Michelet und Gustave Flaubert (= Göppinger akademische Beiträge. Bd. 55). Kümmerle, Göppingen 1972, ISBN 3-87452-121-4 (Dissertation Universität Tübingen).
- Die Universitätsbibliothek – ein Spitzwegidyll? Merk-würdiges, nicht nur in alter Zeit. In: Attempto. Jg. 51/52 (1974), S. 41–46.
- Gelehrtenwirtschaft hinter Schloß und Riegel. Die Universitätsbibliothek Tübingen am Anfang des 19. Jahrhunderts (1798–1836) (= Contubernium. Bd. 9). Mohr, Tübingen 1976, ISBN 3-16-938321-3.
- Entwicklung des Titelblattes. In: Bücher im Wandel der Zeiten. 500 Jahre Eberhard-Karls-Universität Tübingen 1477–1977; eine Ausstellung aus den Beständen der Universitätsbibliothek Tübingen (= Ausstellungskataloge der Universität Tübingen. Bd. 6). Universitätsbibliothek Tübingen 1977, S. 36–62.
- Vom Keller ins Schloß. Der Umzug der Universitätsbibliothek 1819 – ein Aufbruch ins 20. Jahrhundert. In: Uwe Jens Wandel u. a. (Bearb.): „... helfen zu graben den Brunnen des Lebens“. Historische Jubiläumsausstellung des Universitätsarchivs Tübingen (= Ausstellungskataloge der Universität Tübingen. Bd. 8). Universitätsbibliothek, Tübingen 1977, S. 184–187.
- Tagebuch eines Bibliotheksdieners. »Auch ist ihnen nicht gestattet.«. Sorgen, Beschwernisse und Freuden des Joh. Chr. Gulden von ihm selbst aufge- zeichnet.... In: Schwäbisches Tagblatt. 24. Oktober 1981.
- Stefan George und der Symbolismus. Eine Ausstellung der Württembergischen Landesbibliothek, Stuttgart (2.12.1983 – 31.1.1984). Stuttgart 1983, ISBN 3-88282-009-8.
- „Un certain Elderlin“. Maria Kohler und das Hölderlin-Archiv. In: Hölderlin-Jahrbuch. Bd. 24 (1984/1985), S. 390–396.
- (mit Marianne Schütz und Ernst Mögel): Internationale Hölderlin-Bibliographie. Frommann-Holzboog, Stuttgart-Bad Cannstatt 1985–2000.
- (mit Marianne Schütz): Ein System für Hölderlin. Die neue Hölderlin-Bibliographie. Was will und kann sie leisten? In: Hölderlin-Jahrbuch. Bd. 27 (1990), S. 274–295.
- Bericht über einen Studienaufenthalt an Pariser Bibliotheken vom 2.10. – 26.10.1990. In: Bibliotheksdienst. Bd. 25 (1991), S. 507–517.
- „Alles ausgesprochen idyllisch“ – 55 Jahre Hölderlin-Archiv. In: Birgit Schneider (Hrsg.): Bücher, Menschen und Kulturen. Festschrift für Hans-Peter Geh zum 65. Geburtstag. Saur, München 1999, ISBN 3-598-11399-4, S. 45–62.
- Die Internationale Hölderlin-Bibliographie online. In: Zeitschrift für Literaturwissenschaft und Linguistik. Bd. 32 (2002), S. 148–156.